# 譚性學
谭性学（？—？），字季真，號镜水，湖广常德府武陵县民籍。明朝政治人物。

## 生平
萬曆三十四年（1606年）丙午科湖广鄉試舉人，天啓二年（1622年）壬戌科進士。户部观政，三年授南京太常寺博士，十月授行人。丁忧，六年补原职，崇祯九年降江西按察司简较。族兄谭汝伟、谭鹍禩，俱同榜进士。